# مضاعف‌گر کیو
در الکترونیک، یک مضاعف‌گر کیو مداری است که به یک گیرنده رادیویی اضافه شده‌است تا قابلیت‌انتخاب و حساسیت آن را بهبود بخشد. این یک تقویت‌کننده بازتولیدکننده است که برای ایجاد بازخورد مثبت در گیرنده تنظیم‌شده‌است. این اثر باریک‌شوندگی پهنای باند گیرنده را دارد، گویی ضریب کیو مدارهای هماهنگی آن افزایش یافته‌است. مضاعف‌گر کیو یک لوازم جانبی رایج در گیرنده‌های موج کوتاه دوره لامپ خلاء به عنوان یک کارخانه یا یک دستگاه افزودنی بود. در استفاده، مضاعف‌گر کیو باید برای ایجاد به حداکثر حساسیت و رد سیگنال‌های تداخلی می‌بایست به نقطه‌ای کمتر از نوسان تنظیم شود.
مضاعف‌گر کیو همچنین می‌تواند تنظیم شود تا به عنوان یک فیلتر تله‌ای عمل‌کند، برای کاهش اثر تداخل سیگنال‌ها در فرکانس‌های نزدیک به سیگنال مورد نظر مفید است. در برخی از طرح‌های گیرنده، مضاعف‌گر کیو ساخته شده‌است که با تنظیم آن برای نوسان، به عنوان نوسان‌ساز فرکانس ضربانی نیز عمل کند. این می‌تواند برای دریافت سیگنال باندجانبی یا رادیوتلگرافی مورس مورد استفاده قرارگیرد، اما در این حالت مدار دیگر قابلیت‌انتخاب بهتری را ارائه نمی‌دهد.
اصل بازتولیدکننده اعمال شده بر روی گیرنده‌های رادیویی توسط ادوین آرمسترانگ ساخته شد که در سال ۱۹۱۴ یک گیرنده بازتولیدکننده را ثبت اختراع کرد. حداقل یک گیرنده رادیو پخش سوپرهترودین با میز از بازخورد مثبت برای بهبود قابلیت‌انتخاب در یک طراحی‌های ۱۹۲۶ استفاده می‌کرد. مضاعف‌گر کیو در گیرنده‌های سر پوشیده موج کوتاه و مخابراتی از دهه ۱۹۵۰ رایج بود. با ظهور فیلترهای فرکانس متوسط و کریستالی و سرامیکی، مضاعف‌گر کیو دیگر متداول نبود.